# Neuroinformatika
Neuroinformatika je vědní obor, zabývající se zpracováním a analýzou dat z oblasti neurověd za pomoci prostředků informatiky. Aplikací analytických a výpočetních metod jsou z dat získávány nové poznatky o funkci nervového systému, mechanizmech neurologických onemocnění atd.
Prolínání výzkumu v oblasti neurověd a informatiky je oboustranně přínosné, neboť jedné straně přináší nové - jinak obtížně získatelné - poznatky o fungování mozku, na straně druhé pak rozvoj a vývoj výpočetních metod pro analýzy a modelování.
Kromě samotné datové analýzy se neuroinformatika dále zabývá problematikou získávání, předzpracování a skladování dat, vytvářením datových úložišť a jejich integrací.

## Typické úlohy Neuroinformatiky

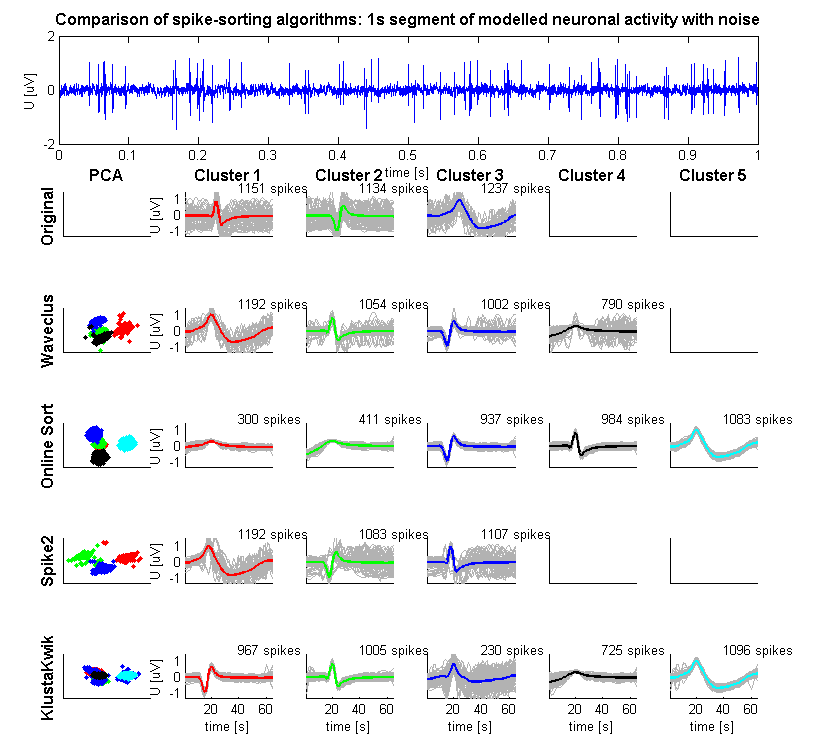
Porovnání algoritmů pro spike-sorting na umělém signálu. V horní části je výřez původního signálu, níže původní aktivita modelovaných neuronů, dále pak výsledky třídění, dosažené různými algoritmy

### Spike sorting
Jednou ze základních úloh neuroinformatiky je analýza aktivity nervových buněk (neuronů), zaznamenaná pomocí mikroelektrod. Takový záznam obsahuje součet aktivity (akčních potenciálů) několika neuronů v bezprostředním okolí elektrody a velké množství šumu. Cílem spike-sortingu je jednak odlišit v záznamu hodnotný signál od šumu a dále roztřídit aktivitu k jednotlivým neuronům. To se obvykle provádí na základě tvaru jednotlivých akčních potenciálů a výsledkem je pak série časových údajů, odpovídajících okamžikům aktivity (tzv. "pálení") jednotlivých neuronů.

## Související obory
Jakožto mezioborová disciplína souvisí neuroinformatika s řadou oborů. Mezi jinými to jsou:
- Neurovědy
- Informatika
- Medicína
- Biologie

## Vědecké časopisy
- Neuroinformatics Cílem časopisu je podpora rozvoje a šíření výpočetních metod v oblasti výzkumu nervového systému
- Frontiers in Neuroinformatics volně přístupný časopis, věnující se všem odvětvím Neuroinformatiky
- Journal of Computational Neuroscience
- Neural Computation
- Journal of Integrative Neuroscience
- Neuron

## Neuroinformatika v České republice

### Vědecké týmy a projekty
Výzkumu v oblasti neuroinformatiky se věnují následující pracoviště:
- Katedra kybernetiky Fakulty elektrotechnické na ČVUT v Praze [1]
- Ústav informatiky AV ČR[2]

### Neuroinformatika na českých vysokých školách
Studium neuroinformatiky zahrnují následující studijní programy:
- Fakulta elektrotechnická ČVUT nabízí obor Biomedicínská informatika v rámci programu Biomedicínské inženýrství a informatika [3]
- Fakulta aplikovaných věd ZČU nabízí obor Medicínská informatika Archivováno 17. 1. 2019 na Wayback Machine. v rámci programu Inženýrská informatika